# الرباط الخلفي لرأس عظم الشظية
الرباط الخلفي لرأس عظم الشظية هو جزء من مفصل الركبة يتكون من شريط وحيد سميك عريض يمر مائلا لأعلى من خلف رأس الشظية إلى خلف اللقمة الوحشية لعظم الظنبوب. وهو مغطى بوتر العضلة المأبضية.